# IC 3281
IC 3281 је ознака објекта на координатама са ректансцензијом 12h 24m 28,0s и деклинацијом + 7° 49" 8'. Открио га је Арнолд Швасман, 20. новембра 1899. Каснијим посматрањима на том положају није уочен никакав астрономски објекат.